# Lordschaft Irland
Die Lordschaft Irland (englisch Lordship of Ireland, irisch Tiarnas na hÉireann) war nominell ein inselumfassender irischer Staat infolge der anglonormannischen Eroberung ab 1169. Trotz dieser Tatsache blieb die Herrschaftsgewalt des Staates, neben einigen anglonormannischen Hochburgen, auf ein kleines Gebiet rund um Dublin beschränkt, das später The Pale genannt wurde.

## Ursprung
Der Ursprung der Lordschaft liegt in der Entscheidung Diarmuid MacMorroughs, eines Fürsten aus Leinster, den normannischen Krieger Richard de Clare (alias Strongbow) um Hilfe zu bitten, seinen Thron zurückzuerhalten, den MacMorrough an eine Konföderation unter dem neuen irischen Hochkönig verloren hatte. Heinrich II. von England plante daraufhin eine Invasion Irlands, um de Clare unter Kontrolle zu behalten, den er als Gefahr für die Stabilität seines eigenen Königreichs ansah; denn es gab in England seit dem 10. Jahrhundert die Angst, dass angelsächsische Flüchtlinge Irland oder Flandern als Basis für einen Angriff auf England nutzen könnten.
Ein weiterer Grund für die Invasion war eine Bulle Papst Hadrians IV., die es dem englischen Monarchen erlaubte, Irland zu besetzen. Irland war zu dieser Zeit noch von einem keltisch-christlichen Glauben geprägt, der weitgehend unabhängig von der katholischen Kirche war. Durch eine Invasion Heinrichs wollte der Papst diese Kirche der römischen Kirche einverleiben. Das Recht, Souveränität über verschiedene Inseln an Monarchen zu verteilen, führte der Papst auf die Konstantinische Schenkung zurück. Er vermachte dem englischen Monarchen also Irland als Feudalgebiet unter der Oberherrschaft des Papstes. Diese Bulle machte den englischen König zum Lord of Ireland. Nach der Eroberung eines kleinen Teils der irischen Ostküste nutzte Heinrich das Land, um einen Disput innerhalb seiner Familie zu schlichten. Heinrich hatte sein Territorium unter seinen Söhnen aufgeteilt, lediglich sein Sohn Johann hatte bisher kein Gebiet erhalten; daher stammt dessen Spitzname Johann Ohneland. Heinrich vermachte nun Irland an Johann, der damit 1185 zum Lord of Ireland (Dominus Hiberniae) wurde. Der eroberte Teil Irlands bildete damit die Lordschaft Irland.
Allerdings starben die älteren Brüder Johanns. Er wurde dadurch zum König von England und die Lordschaft Irland wurde anstatt eines separaten Gebiets, das von einem jüngeren englischen Prinzen beherrscht wurde, zu einem Teil der englischen Krone. Englische Monarchen nutzten den Titel Lord of Ireland auch weiterhin, um ihren Anspruch auf die irische Insel zu untermauern.
Im Laufe des 14. und 15. Jahrhunderts beschränkte sich die politische und kulturelle Herrschaft der Engländer jedoch auf immer schmaler werdende Küstenstreifen rund um Dublin, Wexford und Enklaven in Nordirland. Der Rest der Insel blieb von irischen Herrschern geprägt, die größtenteils die einheimischen Bräuche pflegten, das Rechtssystem der Brehon Laws aufrechterhielten und Irisch sprachen.
Im Jahr 1541 wurde der Titel durch den Act of the Irish Parliament in König von Irland (King of Ireland), und der Name des Staates in Königreich Irland (Kingdom of Ireland) geändert. Dies geschah auf Drängen von Heinrich VIII., weil der Titel Lord of Ireland dem englischen König ursprünglich vom Papst gewährt und Heinrich VIII. von der katholischen Kirche exkommuniziert worden war, so dass der Titel nicht länger gültig war.

Übersicht der Staaten auf der irischen Insel; ausgenommen Nordirland